# Лазурненский поселковый совет (Скадовский район)
Лазурненский поселковый совет (укр. Лазурненська селищна рада) — входит в состав
Скадовского района
Херсонской области
Украины.
Административный центр поселкового совета находится в 
пгт Лазурное
.

## История
- 1975 — дата образования.

## Населённые пункты совета
- пгт Лазурное